# Boschkat
De Boschkat, ook wel aangeduid als Joodenbergh, was een 16e of 17e-eeuwse kat (of cavalier) in het noordwestelijk deel van de Nederlandse vestingstad Maastricht. Het verdedigingswerk was onderdeel van de tweede middeleeuwse stadsomsluiting van Maastricht. Het vestingwerk is kort na 1867 gesloopt. Van de kat en de bijbehorende stadsmuur resteert niets meer.

## Naamgeving
De naam Boschkat, evenals Boschpoort, Boschhoornwerk, Boschstraat en Bosscherveld, verwijst naar Den Bosch, de Brabantse stad waar de noordelijke uitvalsweg naartoe leidde.
Op een plattegrond uit circa 1670 komt de naam Joodenbergh voor. Over de vestiging van joden in Maastricht tussen ca. 1370 en de 18e eeuw zijn geen gegevens bekend. In omliggende dorpen woonden wel joden, die handel dreven met het Maastrichtse garnizoen. In de 18e eeuw lag ten zuiden van de Boschkat, nabij het Sint-Andriesklooster, een joodse begraafplaats.

## Geschiedenis

### Bouw tweede enceinte
Nadat de eerste middeleeuwse stadsmuur uit het tweede kwart van de dertiende eeuw al na enkele decennia te krap bleek, besloot men vanaf circa 1294 de langs de uitvalswegen ontstane voorsteden geleidelijk binnen een nieuw te bouwen enceinte (stadsomsluiting) te brengen. De nieuwe omsluiting werd in 1380 in gebruik genomen, hoewel er nog tot circa 1500 aan gebouwd werd. De tweede stadsmuur op de linker Maasoever had een lengte van 4,4 km, inclusief ca. 900 m van de eerste muur, voornamelijk langs de Maas. De hoogte varieerde van 6 tot 9 m. Er kwamen vijf nieuwe land- of veldpoorten en twee waterpoorten. Daarnaast bleven de bestaande Maaspoorten in functie, en tot aan het einde van de 15e eeuw ook de Helpoort. De noordelijke Boschpoort verving de Gevangenpoort en Leugenpoort, beide op de Markt gelegen, die daarna een andere functie kregen.
Wanneer de noordwestelijke wal- of muurtorens zijn gebouwd is niet zeker, maar aangenomen mag worden dat deze omstreeks 1400 voltooid waren. De naam van de noordwestelijke hoektoren is niet overgeleverd. In 1750 wordt gesproken van de "toren onder de Boschkat". Aan weerszijden van de toren bevonden zich poternes. Tussen de Lindenkruispoort en de noordwestelijke hoektoren lagen vier waltorens; tussen de hoektoren en de Boschpoort bevond zich één toren. In de loop van de 16e eeuw werden de torens omgebouwd tot rondelen door ze te verlagen en vol te storten met aarde. Tevens werd de stadsmuur aan de stadszijde versterkt met een aarden wal, zodat deze beter bestand was tegen de sterk toegenomen vuurkracht van het geschut.

### Aanleg Boschkat
Het bouwjaar van de noordwestelijke kat is onbekend. Mogelijk vond de aanleg ervan gelijktijdig plaats met die van de kat bij de Brusselsepoort, omstreeks 1636. Waarschijnlijk werd de kat eind 17e eeuw voorzien van een rechthoekig kruitmagazijn. Een soortgelijk kruithuis op de Tongersekat is bewaard gebleven. Enkele tientallen meters ten zuiden van de Boschkat bevond zich in de 18e eeuw nog een kruithuis (duidelijk herkenbaar op de Maquette van Maastricht). Bij de Lindenkruispoort bevonden zich diverse kazernes. Ook bij de Boschpoort lag tussen 1673 en 1722 een kazerne.
De Boschkat was een verhoging van aarde, strategisch gelegen achter het noordwestelijk rondeel, waardoor de daar opgestelde kanonnen een groot deel van de westelijke en noordelijke stadsmuur konden bestrijken. Op de Boschkat was plaats voor vijf stukken geschut, de helft van het aantal op de kat Nassau en een derde van dat op de kat Brandenburg. Bij het beleg van 1748 stonden op de Boschkat één 24-ponder kanon en twee 6-ponders opgesteld.

### Uitbreiding buitenwerken
Na de inname van Maastricht door Frederik-Hendrik werd aan de noordwestzijde van de stad begonnen met de aanleg van een vestinggordel volgens het Oud-Nederlands stelsel met bastions en hoornwerken. In de 17e en 18e eeuw dijden de buitenwerken van de vesting steeds verder uit, waardoor de stadsmuur en de Boschkat vanaf de veldzijde steeds meer aan het oog onttrokken werden.

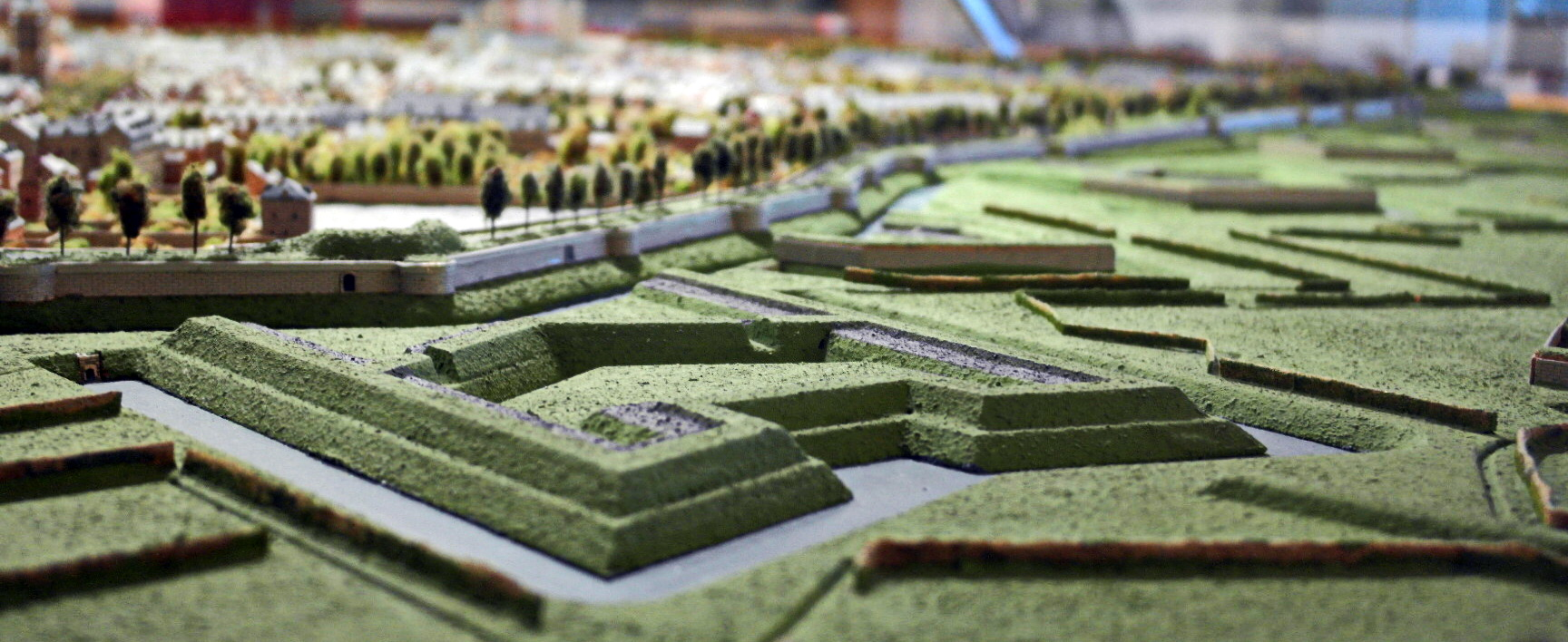
Maquette van Maastricht: Boschhoornwerk ca. 1750

Direct ten noorden van de hoofdwal bij de Boschkat lag het Boschhoornwerk, ook wel hoornwerk Laag Frankrijk genoemd, dat uit circa 1640 dateerde en omstreeks 1755 hersteld en uitgebreid werd. Daarbuiten lagen de lunetten Le Dauphin, La Rive en La Reine. Na het beleg van 1748 moesten zowel de stadsmuur als de zwaar beschadigde buitenwerken in dit gebied deels worden herbouwd. Bij het beleg van 1794 kreeg het noordelijk stadsdeel het opnieuw zwaar te verduren.
Begin 19e eeuw werden de noordwestelijke buitenwerken vervangen door de nog deels bestaande Nieuwe Bossche Fronten, meestal Lage Fronten genoemd. Nabij de Boschkat lag ravelijn B, ingeklemd tussen de bastions B en C, en aan de veldzijde afgeschermd door couvre-faces, reduiten en een glacis.

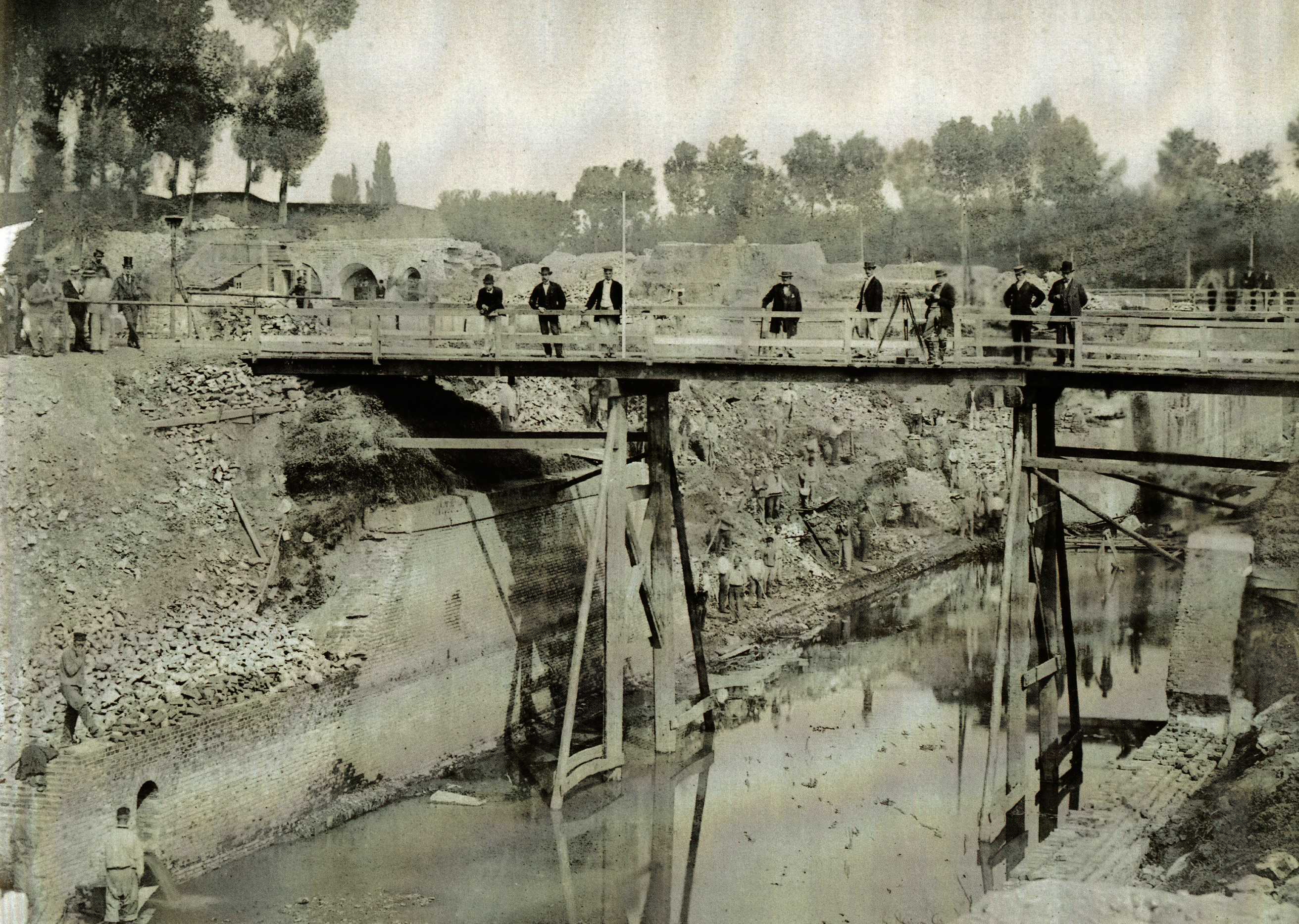
Sloop van de stadsmuur, 1875

### Ontmanteling vesting en infrastructurele werken
Na de opheffing van de vestingstatus in 1867 werd de vesting Maastricht in opdracht van het Ministerie van Oorlog ontmanteld, waarna de gronden werden overgedragen aan de Dienst der Registratie en Domeinen voor verdere sloop en herbestemming. De nog functionerende stadspoorten, die onder de zeggenschap van het gemeentebestuur vielen, werden tussen 1867 en 1870 als eerste gesloopt. De afbraak van de stadsmuren zou nog tot de jaren 1930 doorgaan. Door toedoen van Victor de Stuers en anderen bleven hier en daar delen van de eerste en tweede stadsomsluiting gespaard, voornamelijk aan de zuidzijde van de stad.

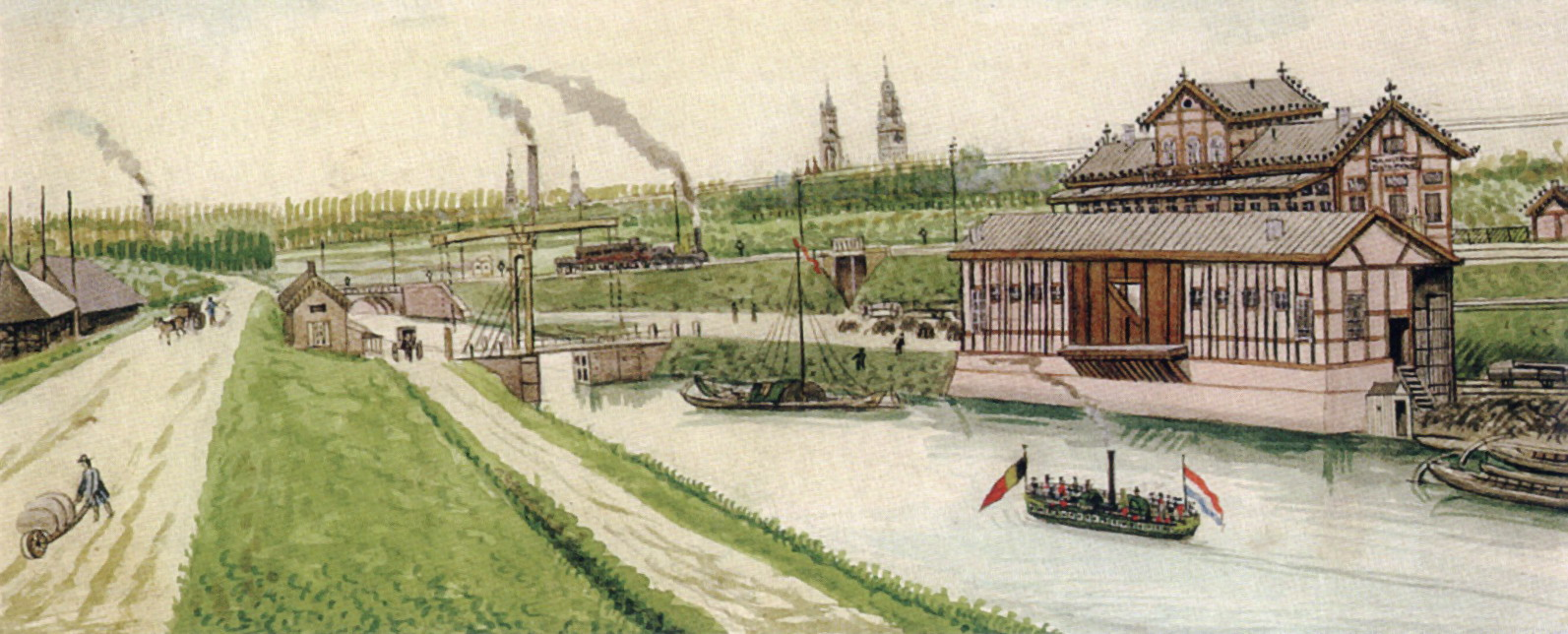
Station Boschpoort, ca. 1860

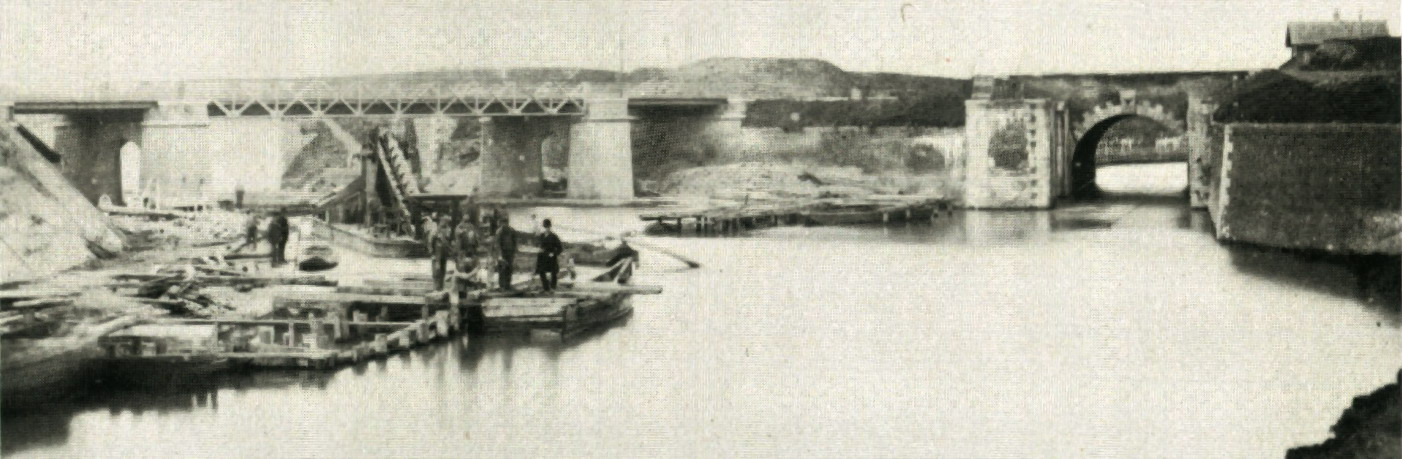
Aanleg Havenkom, ca. 1885

Ook al vóór de opheffing van de vesting werden in het noordelijk stadsdeel diverse grote infrastructurele projecten gerealiseerd, die moesten bijdragen aan een versnelde industriële ontwikkeling van Maastricht. Van 1817 tot 1826 werd de Zuid-Willemsvaart aangelegd, waarvoor de stadsmuur ten oosten van de Boschpoort werd doorbroken. In 1826 kwam ook de binnenhaven Bassin gereed. De spoorlijn Maastricht-Hasselt, de Spoorbrug Maastricht en het station Boschpoort werden in 1856 voltooid. Laatstgenoemd station lag midden in de Lage Fronten. In hetzelfde gebied begon in 1885 de aanleg van de Havenkom.

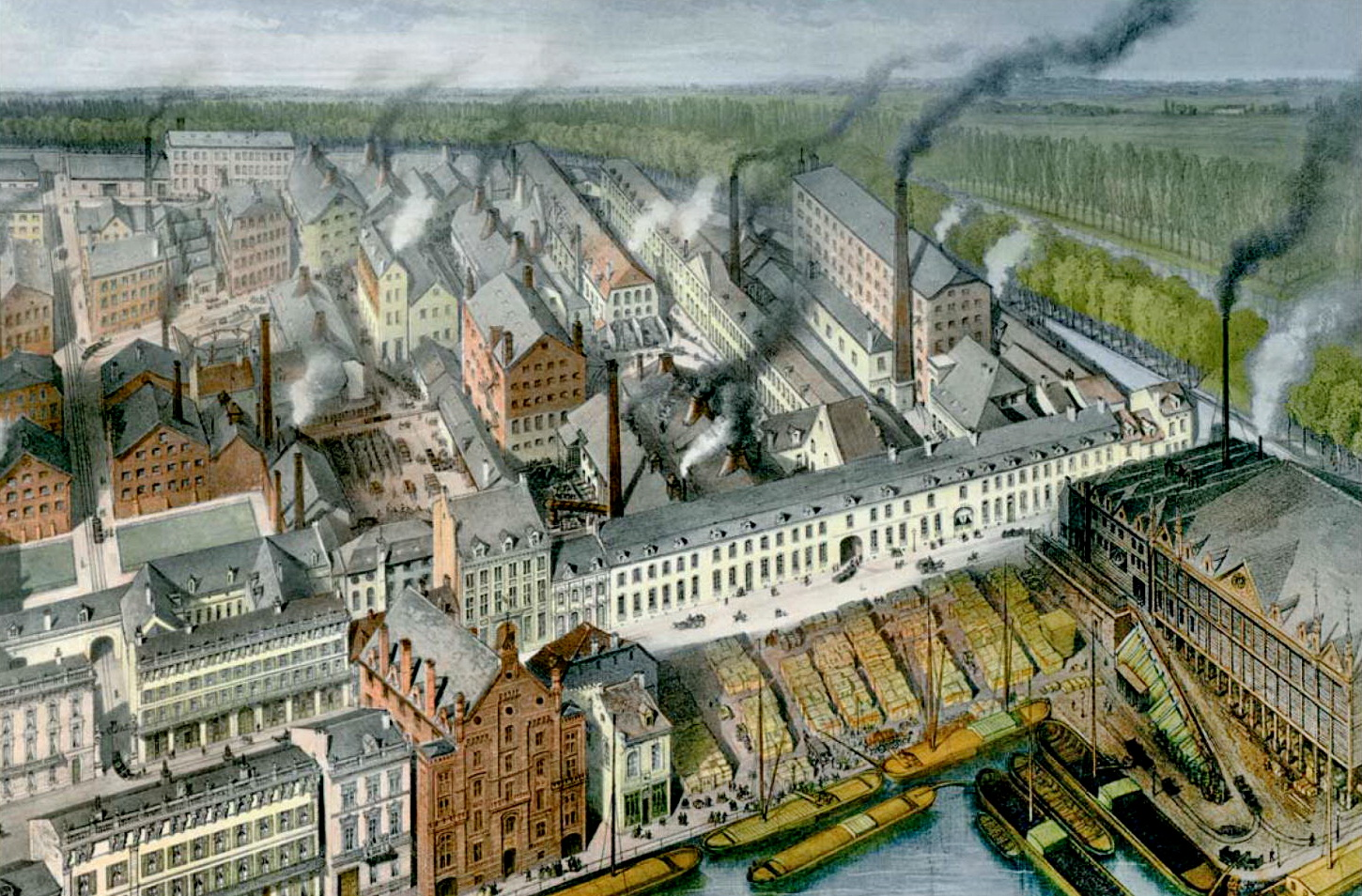
De fabrieken van P. Regout & Co. in 1865

Tegelijkertijd dijde het industriële imperium van Petrus Regout aan de Boschstraat en het Bassin gestaag uit. De afbraak van de als beknellend ervaren vestinggordel werd hier met voortvarendheid ter hand genomen. De noordwestelijke stadsmuur, inclusief de zes muurtorens tussen Boschpoort en Lindenkruispoort, waren vóór 1875 gesloopt. De Boschkat was met de grond gelijk gemaakt en de vestinggracht was met puin en aarde gevuld. Een groot deel van de voormalige vestinggronden werd in 1872 door Petrus Regout van het Rijk aangekocht om er een uitbreiding van zijn glas- en aardewerkfabrieken te realiseren. Hetzelfde gebeurde aan de noordzijde van de stad, waar de papierfabriek van Lhoëst – Lammens & Cie een sterke groei doormaakte.

## Cultuurhistorisch erfgoed
Van de noordwestelijke stadsmuur en waltorens, de Boschkat, de Lindenkruispoort en de Boschpoort is vrijwel niets meer over. Wel zijn in deze omgeving delen van de vroeg-19e-eeuwse buitenwerken bewaard gebleven, tegenwoordig deel uitmakend van het Frontenpark. Op de plek van de noordwestelijke stadsmuur staan thans fabrieksgebouwen van de voormalige Koninklijke Sphinx. Deze zogenaamde 'mouleurs' uit 1875 en 1885 worden inmiddels tot de 'jonge monumenten' gerekend.

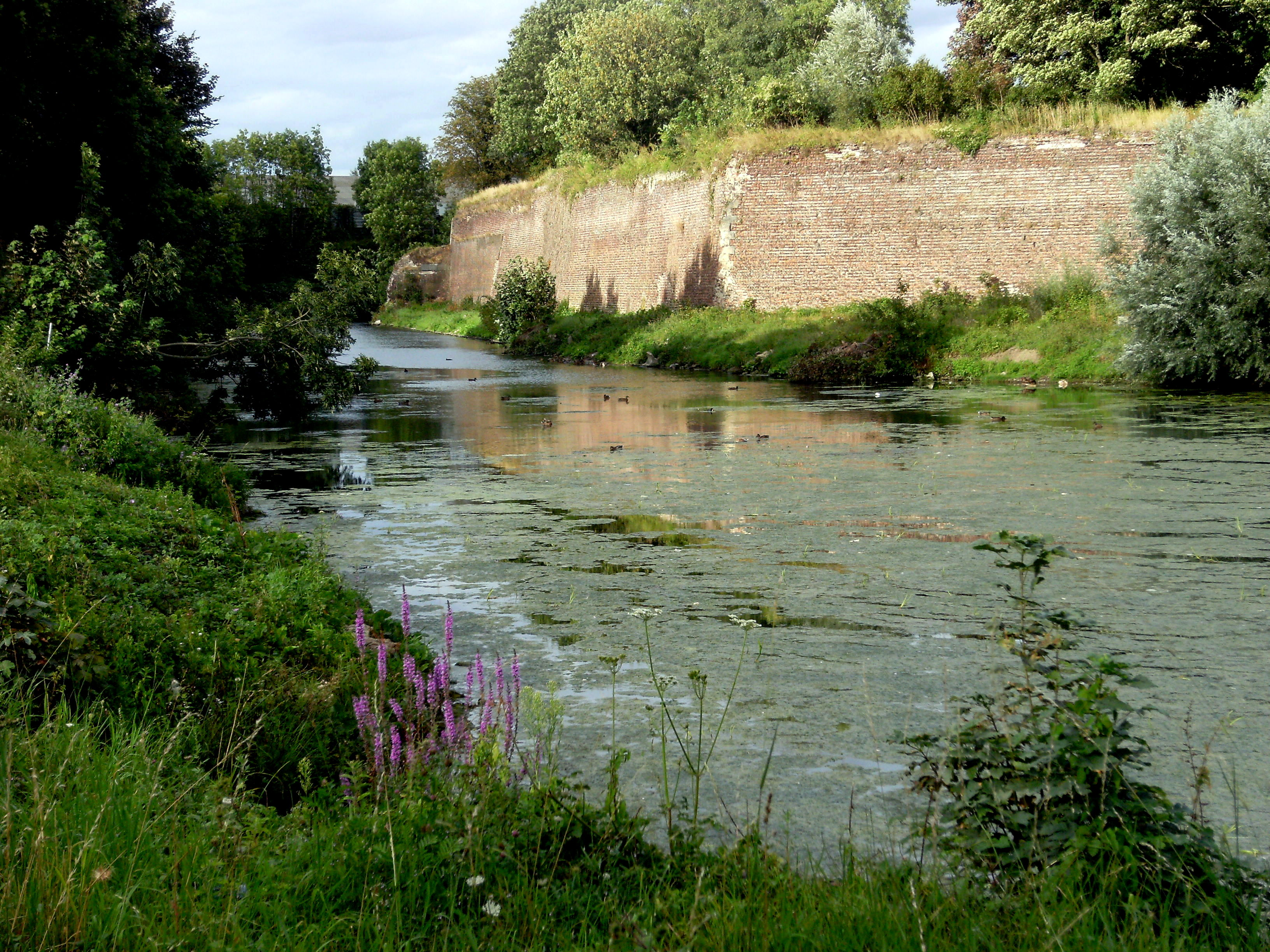
Frontenpark en Havenkom
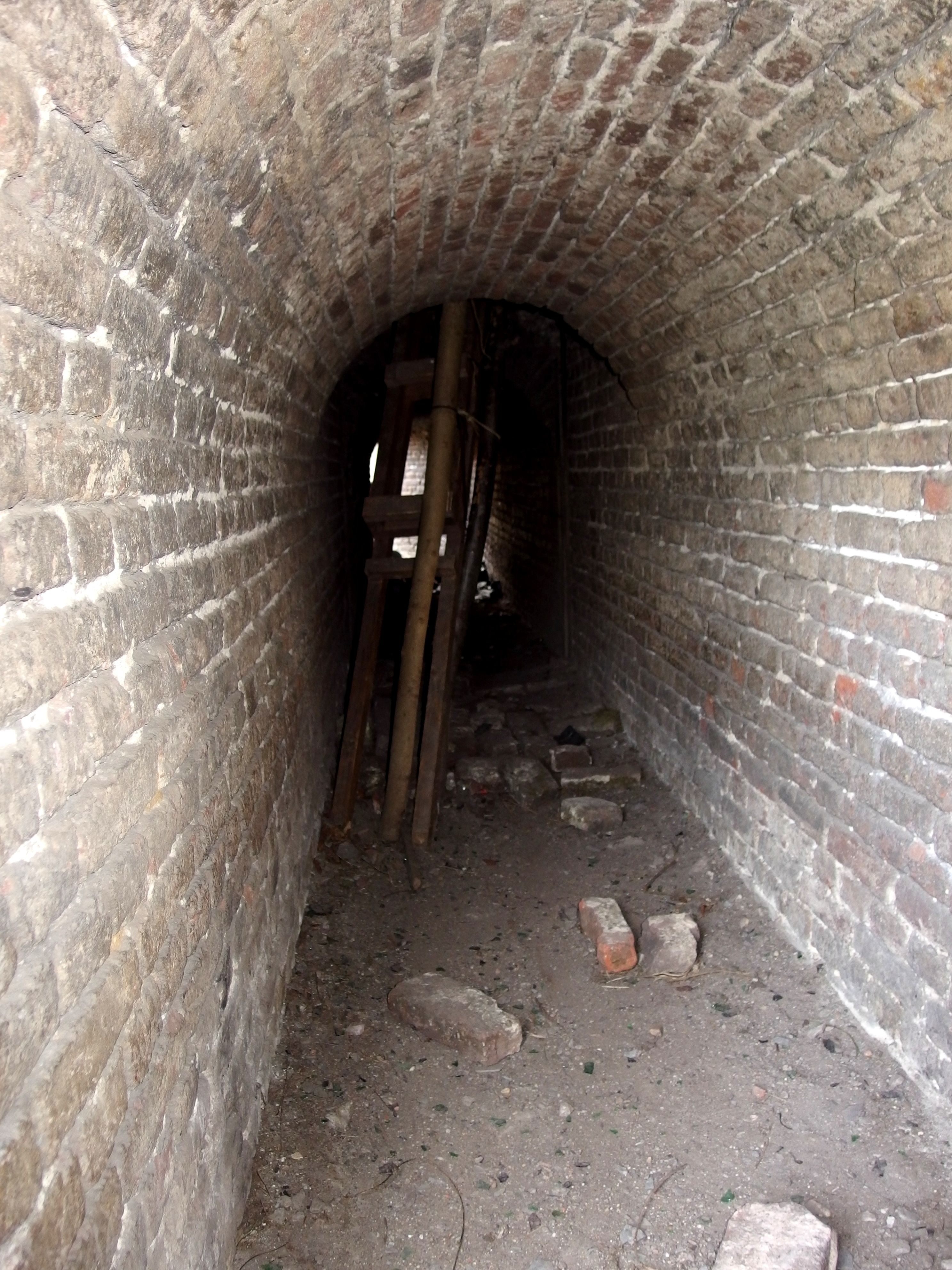
Tunnel Bossche Fronten
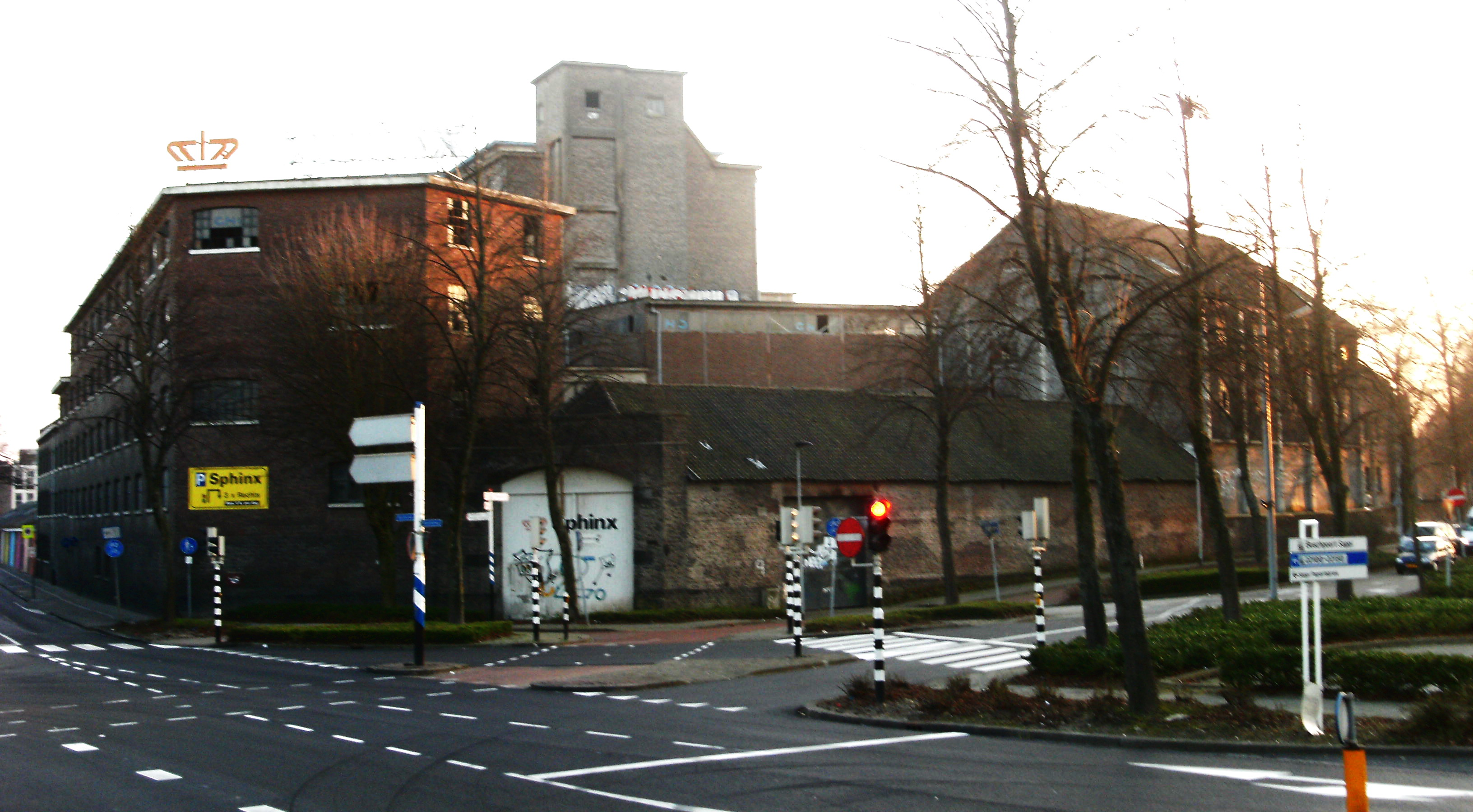
Zgn. 'kop van de Sphinx'
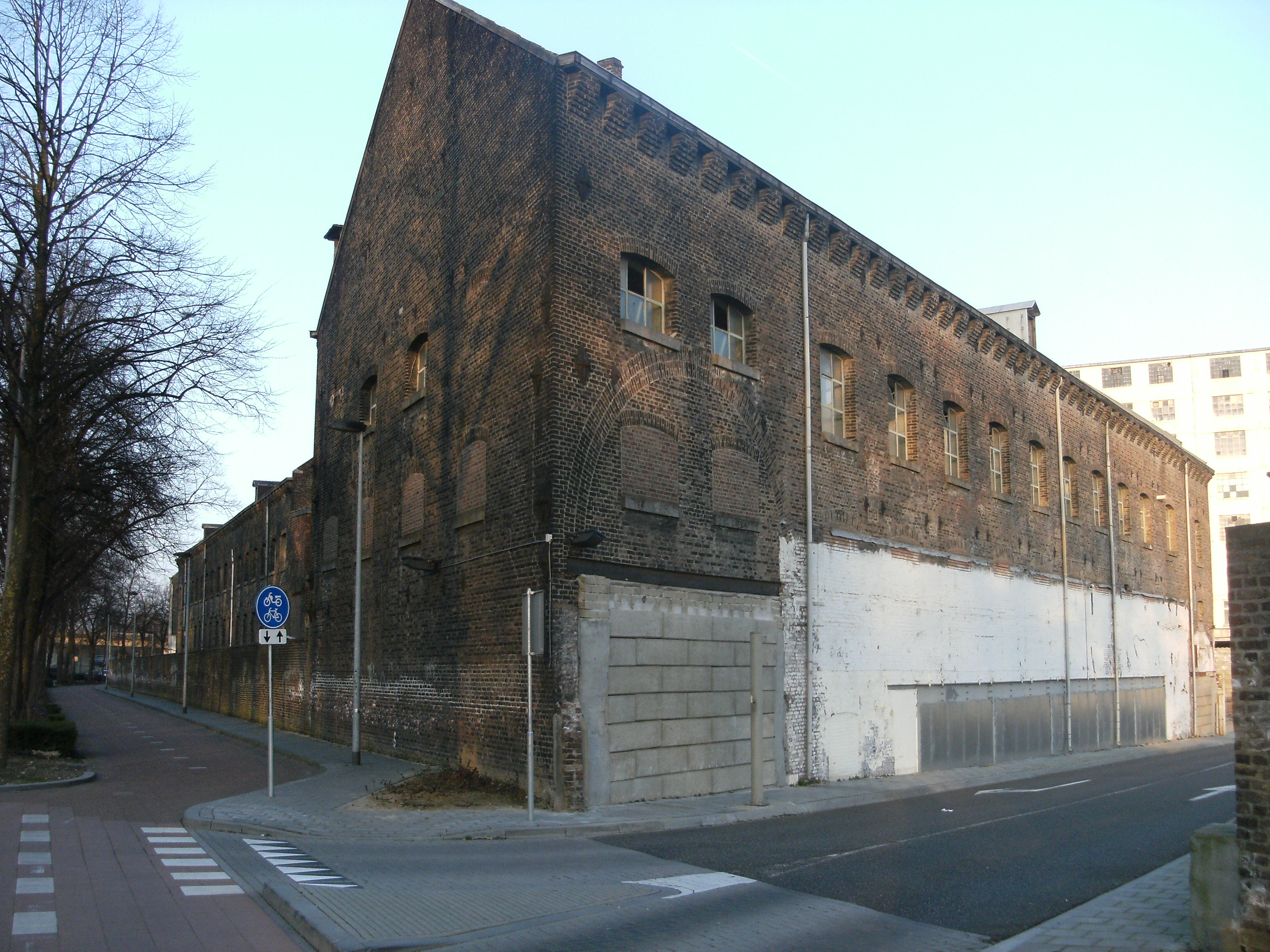
Mouleursgebouwen